# Virginia Slims of Denver 1972
Virginia Slims of Denver 1972, також відомий під назвою Virginia Slims Denver International,  — жіночий тенісний турнір, що проходив на кортах з твердим покриттям South High School у Денвері (США). Належав до WT Pro Tour 1972. Турнір відбувся вперше і тривав з 14 серпня до 20 серпня 1972 року. Третя сіяна Ненсі Річі-Гюнтер здобула титул в одиночному розряді й отримала за це 6 тис. доларів США.

## Фінальна частина

### Одиночний розряд
Ненсі Річі-Гюнтер —  Біллі Джин Кінг 1–6, 6–4, 6–4

### Парний розряд
Франсуаза Дюрр /  Леслі Гант —  Гелен Гурлей /  Карен Крантцке 6–0, 6–3

## Розподіл призових грошей
| Дисципліна       | П      | F      | 3-тє   | 4-те   | ЧФ     | 1/8  | 1/16 |
| Одиночний розряд | $6,000 | $3,400 | $2,000 | $1,600 | $1,000 | $400 | $150 |